# Dipartimento di Figueroa
Figueroa è un dipartimento argentino, situato al centro della provincia di Santiago del Estero, con capoluogo La Cañada.

## Geografia
Esso confina a nord con i dipartimenti di Jiménez e Alberdi, a est con il dipartimento di Moreno; a sud con i dipartimenti di Juan Felipe Ibarra, Sarmiento e Robles; a ovest con il dipartimento di Banda.
Secondo il censimento del 2001, su un territorio di 6.695 km², la popolazione ammontava a 17.495 abitanti.

## Amministrazione
Municipi e “comisiones municipales” del dipartimento sono:
- Bandera Bajada
- Colonia San Juan
- La Cañada
- La Invernada
- Villa Figueroa